# Żagiel słoneczny

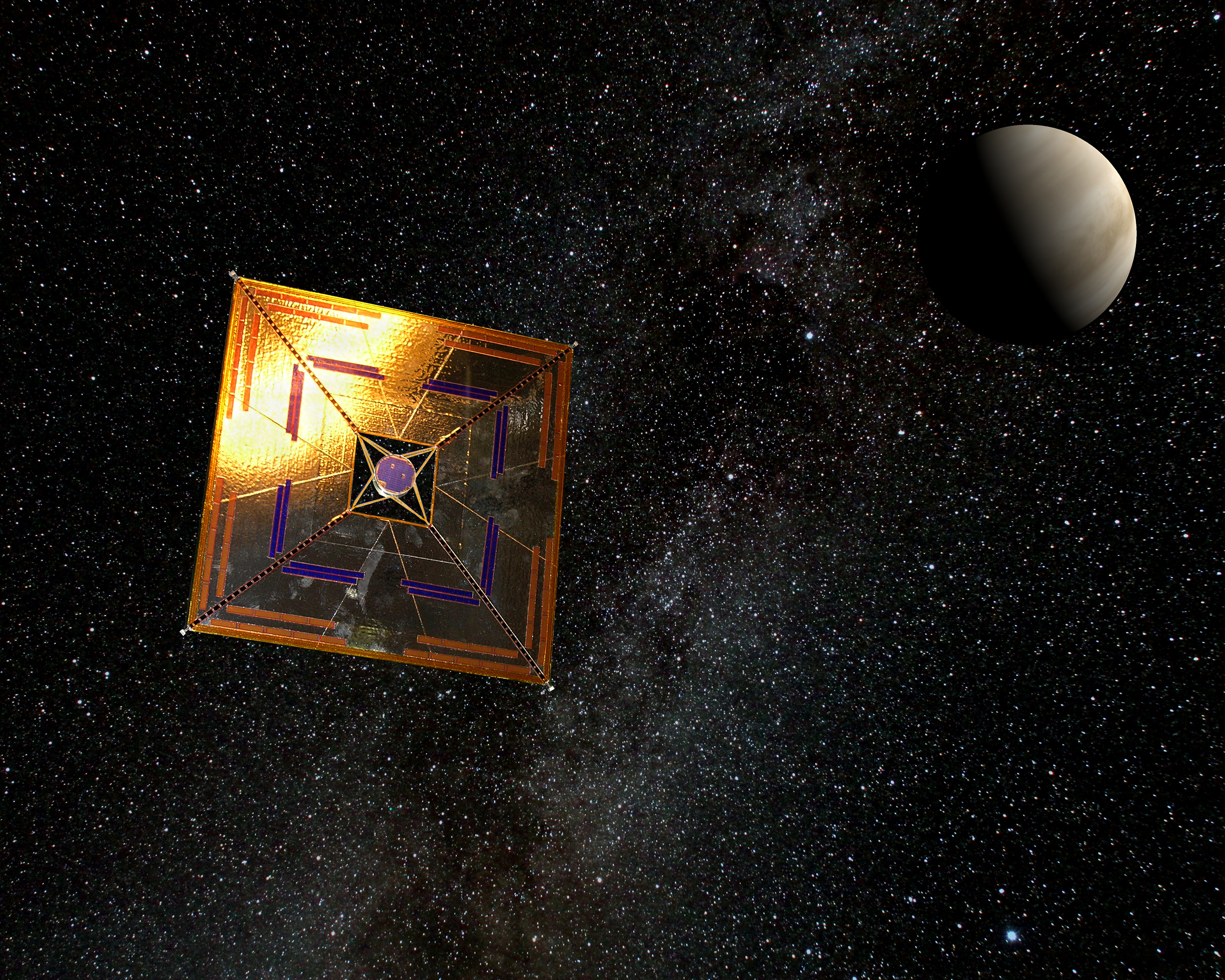
Artystyczna wizja sondy IKAROS w trakcie lotu

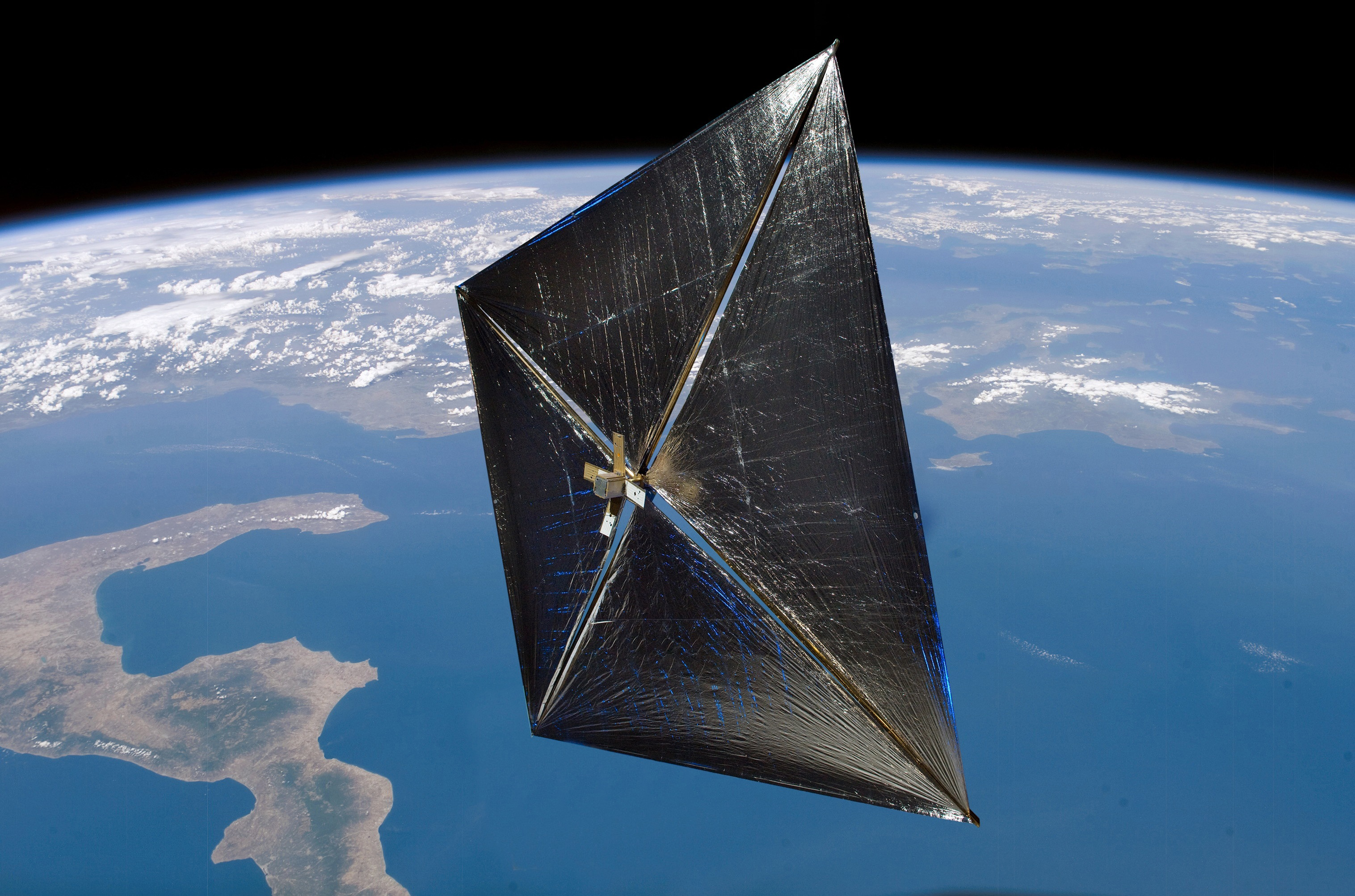
Satelita NanoSail-D2 z żaglem słonecznym (wizja artysty)

Żagiel słoneczny – urządzenie napędowe statków kosmicznych, wykorzystujące ciśnienie światła słonecznego oraz w mniejszym stopniu ciśnienie wywierane przez cząstki wiatru słonecznego.
W założeniach żagiel słoneczny jest rozpostartą w przestrzeni konstrukcją pokrytą połaciami folii (mylar lub kapton). Grubość takiej folii to kilka mikrometrów. Światło i cząstki odbijając się lub będąc pochłaniane przez folię, wywierają na nią nacisk. W takiej odległości od Słońca, w jakiej znajduje się Ziemia, ciśnienie wynosi 4,6 μPa przy pochłonięciu światła i dwa razy tyle przy całkowitym odbiciu. 
Pierwszą sondą wyposażoną w taki napęd była japońska misja IKAROS. Drugim satelitą testującym żagiel słoneczny był należący do NASA NanoSail-D2 wyniesiony na orbitę 20 listopada 2010. NanoSail-D2 spędził na orbicie 240 dni, „żeglując” wokół Ziemi. Misja satelity została określona jako bardzo udana, po zakończeniu misji NanoSail-D2 spłonął w atmosferze ziemskiej 17 września 2011. W czerwcu 2015 z sukcesem rozwinięto żagiel słoneczny z niskobudżetowego satelity LightSail 1 typu CubeSat, w lipcu 2019 z LightSail 2.
Zalety takiego sposobu napędu to:
- znikome koszty związane z budową urządzenia,
- zerowy wydatek energetyczny napędu.

Wady:
- bardzo mała siła ciągu, a przez to długi czas rozpędzania,
- nierozwiązana kwestia hamowania,
- możliwość uszkodzenia przez mikrometeoroidy.

Najprawdopodobniej ten rodzaj napędu zostanie użyty do napędu sond dalekiego zasięgu (ang. deep space exploration).
Futurystyczne plany zakładają również budowę wielkiego lasera umieszczonego w przestrzeni lub np. na Księżycu służącego do napędu statków kosmicznych w obrębie Układu Słonecznego.
Rozważa się też przymocowanie żagli słonecznych do sztucznych satelitów Ziemi. Żagle miałyby za zadanie przesuwać je z orbity geostacjonarnej o 10-50 km, ponieważ zaczyna na niej brakować miejsca na nowe obiekty.